# فوزی حسن‌تهرانی
فوزی حسن تهرانی (۱۳۱۹ – ۲۲ اسفند ۱۳۹۴) طراح گرافیک معاصر ایرانی بود. فعالیت‌های او بر طراحی گرافیک از جمله طراحی پوستر، کتاب، نشانه و به‌خصوص گرافیک نشر متمرکز بود.
او در سال ۱۳۱۹، در همدان دیده به جهان گشود. در سال ۱۳۴۵ به دانشکده هنرهای زیبای دانشگاه تهران رفت و به هنر نقاشی پرداخت. پس از تحصیل، در سال ۱۳۵۰ با انتشارات سروش به همکاری پرداخت که این همکاری تا سال ۱۳۷۴ که از سازمان صدا و سیما بازنشسته شد، ادامه داشت. او در اسفندماه سال ۱۳۹۴ بر اثر بیماری درگذشت.
تهرانی در زمان حیات خود هیچ نمایشگاهی برگزار نکرد. پس از درگذشت او، به مناسبت نکوداشت این طراح گرافیک پیشکسوت نمایشگاهی از گزیدۀ آثارش در موزه گرافیک ایران برپا شد.

## ستایش دیگران
آیدین آغداشلو: «فوزی حسن‌تهرانی، آدم ملایمی بود بدون این‌که خنثی باشد...» 
قباد شیوا: «حالا نسل‌های بعدی می‌آیند و می‌بینند تا چه کسانی میلیمتر به میلیمتر این هنر [طراحی گرافیک] را رشد دادند.» 
مهنوش مشیری‌: «تهرانی، هنرمند بزرگی بود که در قالبی کوچک نمی‌گنجید.» 